# Jacob Hansson
Jacob Hansson, född 12 augusti 1878 i Östra Sönnarslövs församling, död 16 oktober 1945 i Kristianstad, var en svensk stationsförman och socialdemokratisk riksdagspolitiker.
Hansson var ledamot av riksdagens första kammare från 1933, invald i Blekinge läns och Kristianstads läns valkrets. Han var även landstingsledamot från 1931. Hansson är begraven på Östra begravningsplatsen i Kristianstad.